# Serie de oro: grandes éxitos
Serie de Oro: Grandes Éxitos es el segundo recopilatorio de la banda de rock argentino Enanitos Verdes, publicado en 1999.

## Lista de canciones
1. Lamento boliviano
2. Vivir sin tu amor
3. Igual que ayer
4. Mejor no hablemos de amor
5. Dale pascual
6. Siglos de amor
7. Bailarina
8. Era un ángel
9. Mil historias
10. Amigos
11. Celdas
12. La luz de tu mirar
13. Eterna soledad
14. Tan solo un instante